# إي. إي. تار
إي. إي. تار (بالإنجليزية: E. E. Tarr)‏ هو مدير فني أمريكي، ولد في 2 مايو 1880 في ماريلند في الولايات المتحدة، وتوفي في 13 أغسطس 1950 في لوس أنجلوس في الولايات المتحدة.